# Regolit

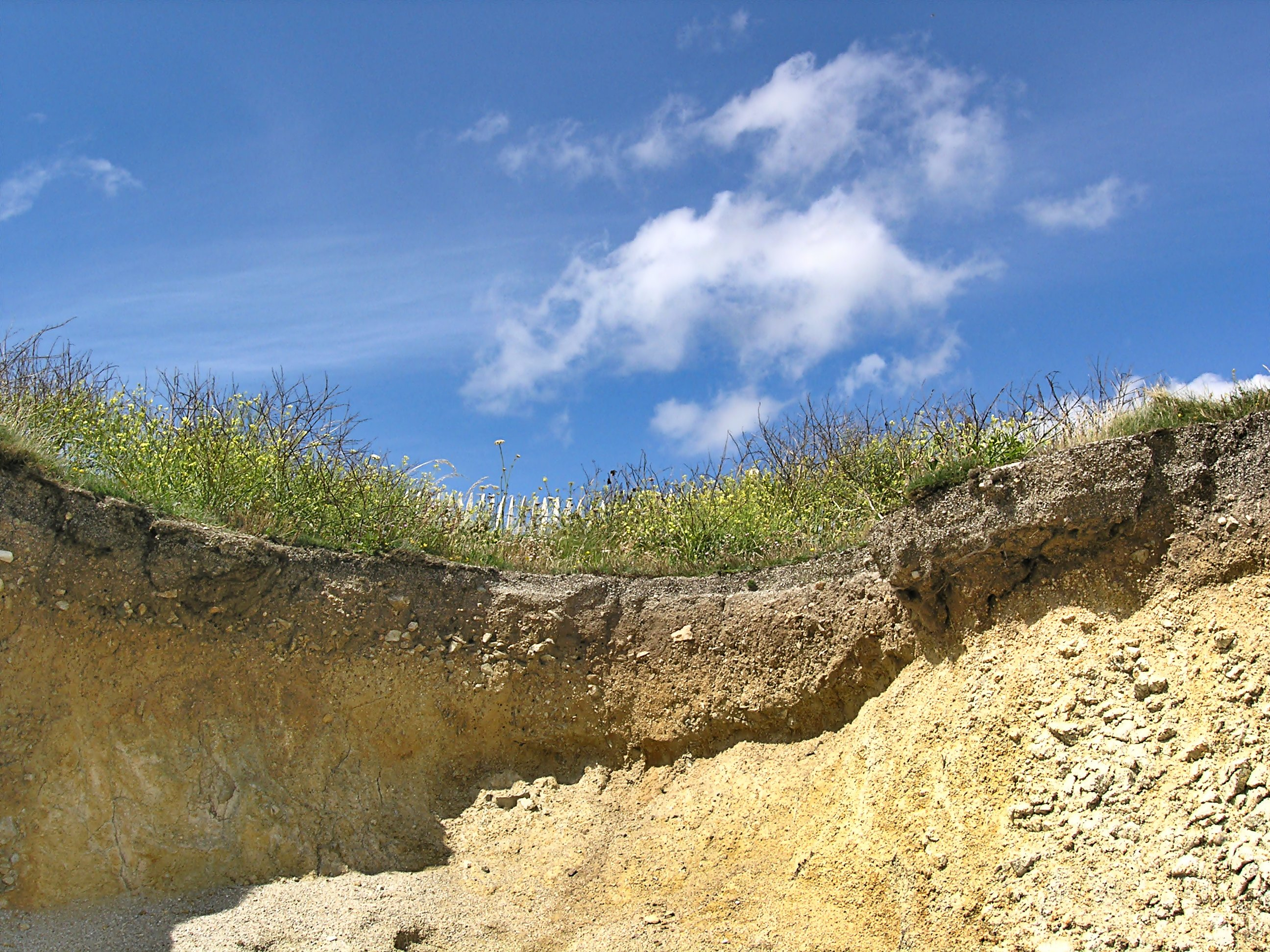
Przykład ziemskiego regolitu

Regolit – warstwa luźnej, zwietrzałej skały pokrywająca Ziemię i inne planety skaliste. Regolit powstaje, gdy lita skała zostaje wyeksponowana na powierzchni planety i poddana długotrwałym procesom fizycznym i chemicznym zmieniającym jej strukturę i skład chemiczny. Można powiedzieć, że pojęcie to obejmuje wszystko to, co znajduje się „między świeżą skałą a świeżym powietrzem”; gleba jest więc częścią ziemskiego regolitu.

## Zakres pojęcia

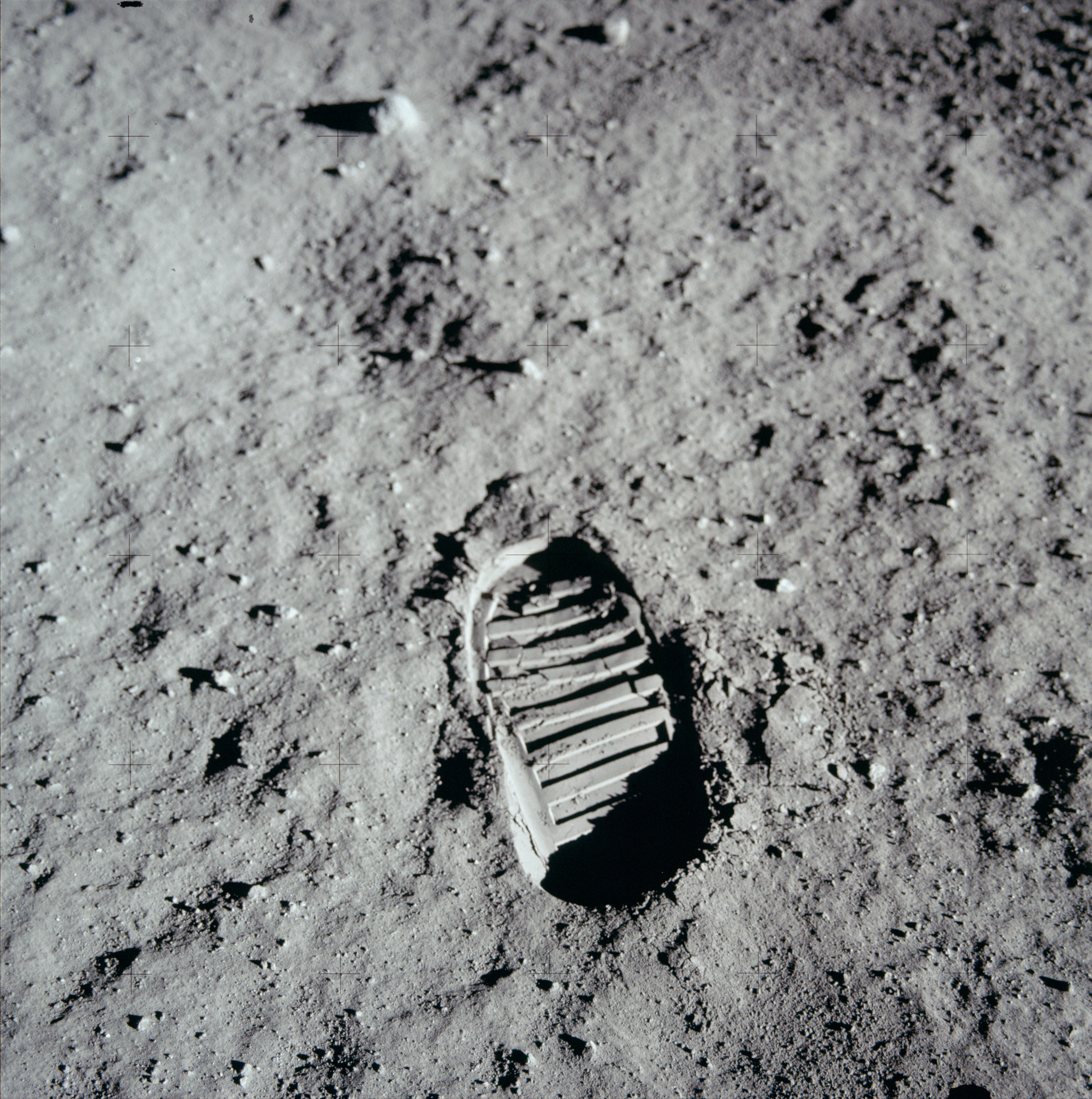
Księżycowy regolit sfotografowany w czasie misji Apollo 11

Regolit czasem definiuje się wąsko jako „rozdrobnioną, miałką powierzchnię planety pozbawionej atmosfery”. W najszerszym rozumieniu mianem „regolit” określa się tę część każdego ciała niebieskiego o stałej powierzchni, która nie jest lita; w tym sensie każdy obiekt astronomiczny o stałej powierzchni (w tym planety, księżyce skaliste i lodowe, planetoidy, a nawet jądra komet) może posiadać lub posiada warstwę regolitu.
Anglojęzyczny podręcznik Regolith Geology and Geomorphology zawęża definicję do ziemskich terenów lądowych: „pojęcie regolit obejmuje wszystkie materiały skalne litosfery kontynentalnej ponad skałą macierzystą”.
Regolitem jest ta objętość masy skalnej dowolnego ciała skalistego, która została w jakikolwiek sposób przetworzona – fizycznie, chemicznie, biologicznie – ze względu na znajdowanie się na powierzchni tego ciała. Częścią regolitu są więc wszelkiego typu pokrywy zwietrzelinowe, gruz skalny, gleby itd.

## Regolit pozaziemski

### Księżyc
Powierzchnia Księżyca pokryta jest kilkumetrowej grubości warstwą drobnego regolitu. Jego źródłem są odłamki skał powstałe w czasie uderzeń meteorytów oraz bezustannie opadający na powierzchnię pył mikrometeorytów. Grubość tej warstwy rośnie z czasem, największa jest więc na najstarszych geologicznie płaskowyżach, gdzie osiąga 20 metrów grubości. Przypuszcza się, że materiał skalny jest popękany od bezustannych uderzeń meteorytów aż do głębokości kilku kilometrów; czasem w odniesieniu do tej osłabionej zewnętrznej warstwy Księżyca stosuje się określenie „megaregolit”.

### Mars

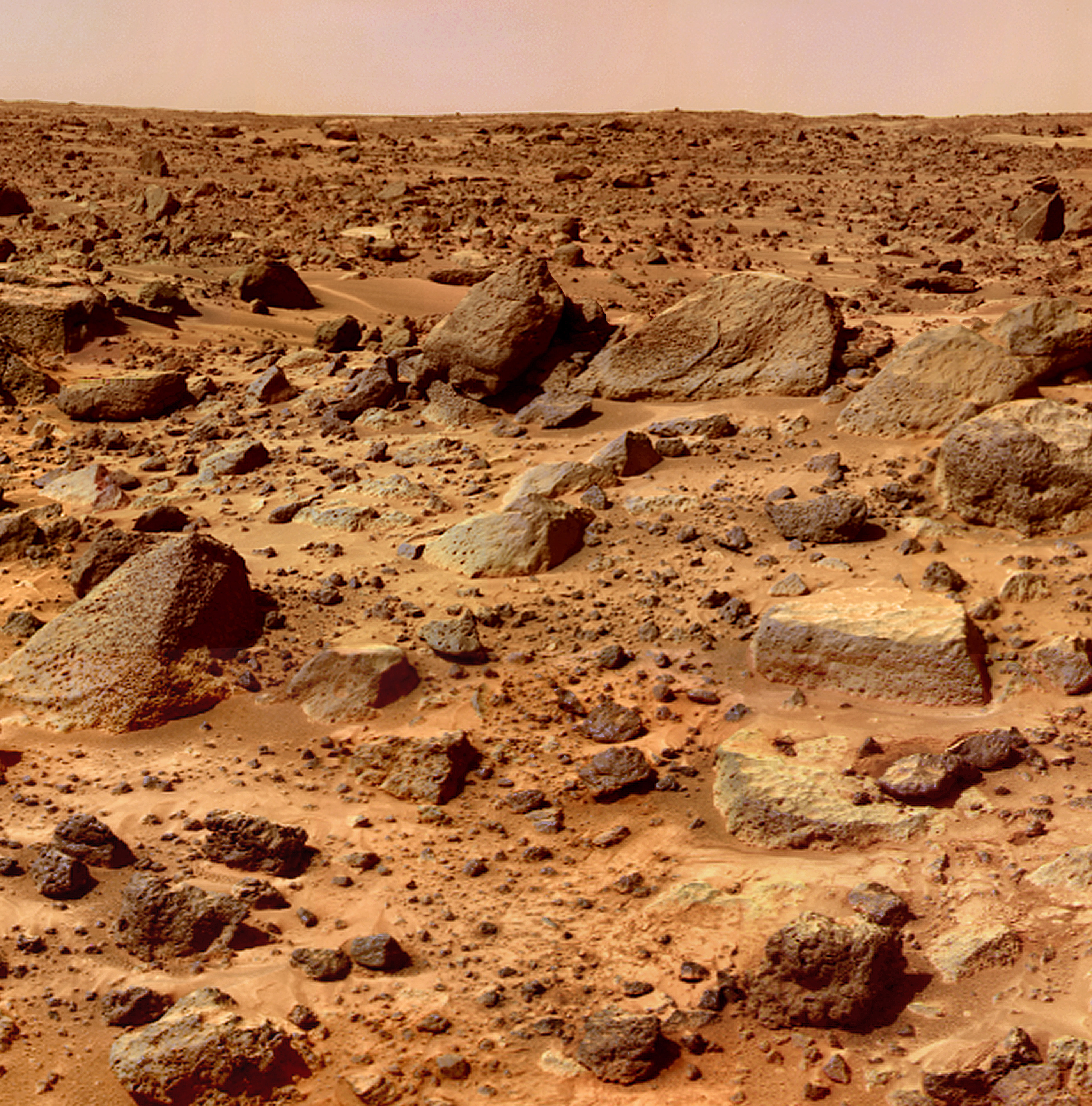
Powierzchnia Marsa

Mars pokryty jest regolitem o niewielkiej grubości, w większości o składzie bazaltu i produktów jego wietrzenia. Najbardziej zewnętrzną jego część stanowi warstwa tlenku żelaza o konsystencji bardzo delikatnego pyłu, odpowiedzialna za charakterystyczny, rdzawy kolor tej planety.

### Planetoidy
Nieliczne dane wskazują na to, że tylko większe planetoidy posiadają wystarczająco silne pole grawitacyjne, by utrzymywać „normalny” płaszcz regolitu składający się ze słabo przetworzonego skalistego gruzu. Niektóre planetoidy są najprawdopodobniej całkowicie roztrzaskane przez zderzenia z innymi obiektami skalistymi, tak że spękania mogą przenikać je na całej objętości; w tym wypadku byłyby więc ciałami składającymi się wyłącznie z regolitu.

## Regolit ziemski
Ziemia jest szczególnym przypadkiem pośród ciał skalistych ze względu na mnogość procesów powierzchniowych mogących wpływać na charakter regolitu. W szczególności obecność ciekłej wody pozwala na występowanie bogactwa zjawisk chemicznych przeobrażających pokruszoną skałę w pełnowartościową glebę.
Zależnie od klimatu, wieku skały i sytuacji geograficznej różny jest wpływ procesów kształtujących regolit: wietrzenia fizycznego, chemicznego i biologicznego. Przykładowo, w obszarze tundrowym niewielki jest wpływ czynników chemicznych z powodu niskich temperatur i związania większości wody w lodzie; z drugiej strony zamarzanie i topnienie lodu przyczynia się do rozsadzania skał (tzw. zamróz). W obszarach pustynnych dominującym czynnikiem jest działanie słońca i wiatru, w rejonach tropikalnych szczególnie intensywne są procesy inicjowane przez organizmy żywe, a sam regolit jest niezwykle bogaty w materię organiczną. Poniższe rozważania dotyczą więc „uśrednionego” przypadku, odpowiadającego w przybliżeniu sytuacji zachodzącej w obszarach klimatu umiarkowanego.

### Od skały macierzystej do regolitu

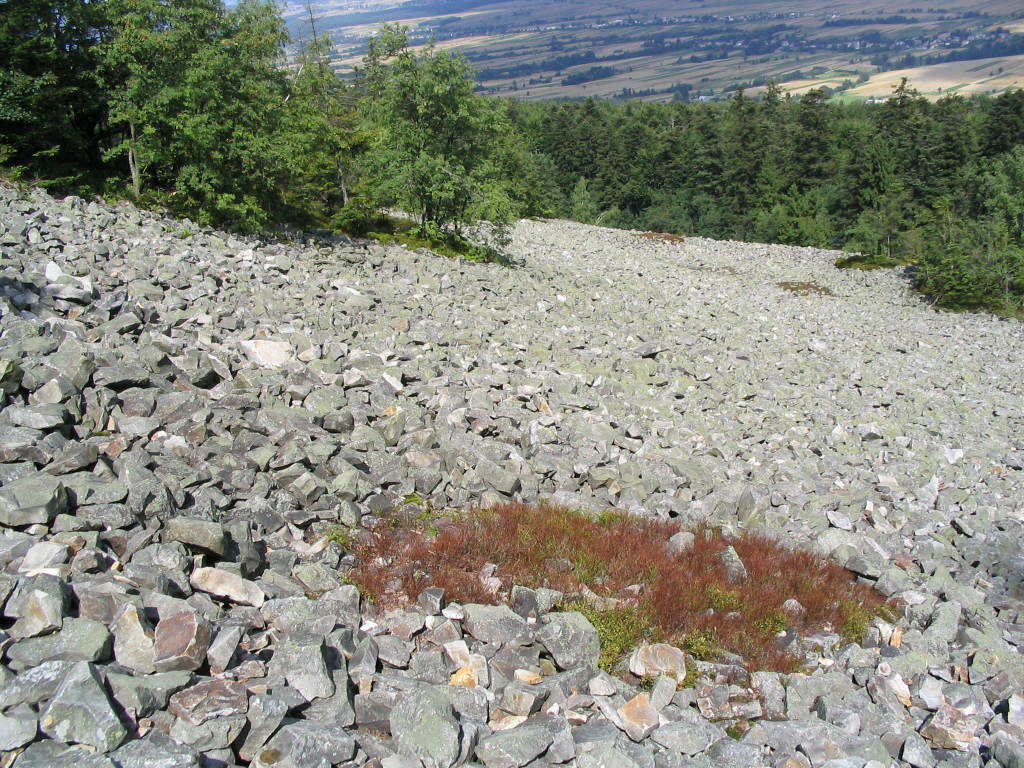
Gruz skalny na gołoborzu

Gdy skała macierzysta zostaje odsłonięta na powierzchni, rozpoczyna się proces wietrzenia, tym samym zaś wykształca się front wietrzeniowy, stopniowo przesuwający się w głąb skały. To on stanowi definicyjną granicę regolitu.
W pierwszym etapie najistotniejsze są czynniki fizyczne. Najbardziej narażone na osłabienie są naturalne granice w skale: granice między ziarnami mineralnymi, strefy spękań itd. W klimacie polarnym woda wnikająca w szczeliny może zamarzać, rozsadzając skałę i stopniowo poszerzając szpary. W klimacie suchym i gorącym znaczna różnica temperatur między dniem a nocą może przyczyniać się do złuszczania (eksfoliacji) powierzchni skały, ułatwiając działanie innych czynników. Na stromych stokach wytwarzają się osuwiska i zwaliska, zaś u ich podstawy materiał skalny ulega akumulacji. Te i inne procesy stopniowo prowadzą do osłabienia struktury mechanicznej skały i do udostępnienia coraz większej powierzchni działaniu wody i zawartych w niej związków aktywnych.
O istocie czynników chemicznych najlepiej przekonuje porównanie regolitu ziemskiego i księżycowego. Księżyc, ze względu na brak wody, jest praktycznie martwy chemicznie; regolit ma więc po prostu postać uszkodzonej mechanicznie skały. Na Ziemi wielość procesów wietrzenia chemicznego prowadzi do wykształcania się glin i iłów, wytrącania się osadów i wymywania związków rozpuszczalnych, wygładzania okruchów skalnych, sortowania ich itd. Również procesy krasowe nie mogłyby zajść, gdyby nie infiltracja wody.
Każda odsłonięta powierzchnia – a wietrzenie mechaniczne przyczynia się przede wszystkim do zwiększania powierzchni skał – staje się ośrodkiem przemian chemicznych zachodzących za pośrednictwem wody. Łatwo rozpuszczalne minerały – kalcyt, dolomit, forsteryt, enstatyt – zostają wymyte z wodą, zwiększając porowatość skały. Bardziej oporne minerały – cyrkon, ilmenit, kwarc, muskowit, biotyt, mikroklin – pozostają na miejscu, tworząc tzw. rezyduum. Stopniowo zatracana jest pierwotna struktura krystaliczna skały; liczne minerały ewoluują w kierunku warstwowych struktur minerałów ilastych, które mogą adsorbować cząsteczki wody, ale także i znaczne ilości ważnych biologicznie kationów i anionów, np. wapnia, magnezu, potasu, fosforu. Te ostatnie przemiany są odpowiedzialne za wyłonienie się charakterystycznych cech gleby: dużej powierzchni przypadającej na jednostkę objętości, zdolności do pochłaniania i zatrzymywania wody oraz pierwiastków biogennych i in.

### Rola wód podziemnych i budowa pionowa regolitu
Istotność wód podziemnych wynika z wielkiej roli, jaką pełni w regolicie przepływ wody. Sezonowe ruchy zwierciadła wód podziemnych idą w parze z procesami rozpuszczania i strącania minerałów. Odpowiada temu podział stosowany zwykle w gleboznawstwie na poziom wymywania (eluwialny) i wmywania, wzbogacania (iluwialny). Rola wód podziemnych pokazana jest poniżej na przykładzie profilu wietrzeniowego w klimacie umiarkowanie ciepłym i umiarkowanie wilgotnym.

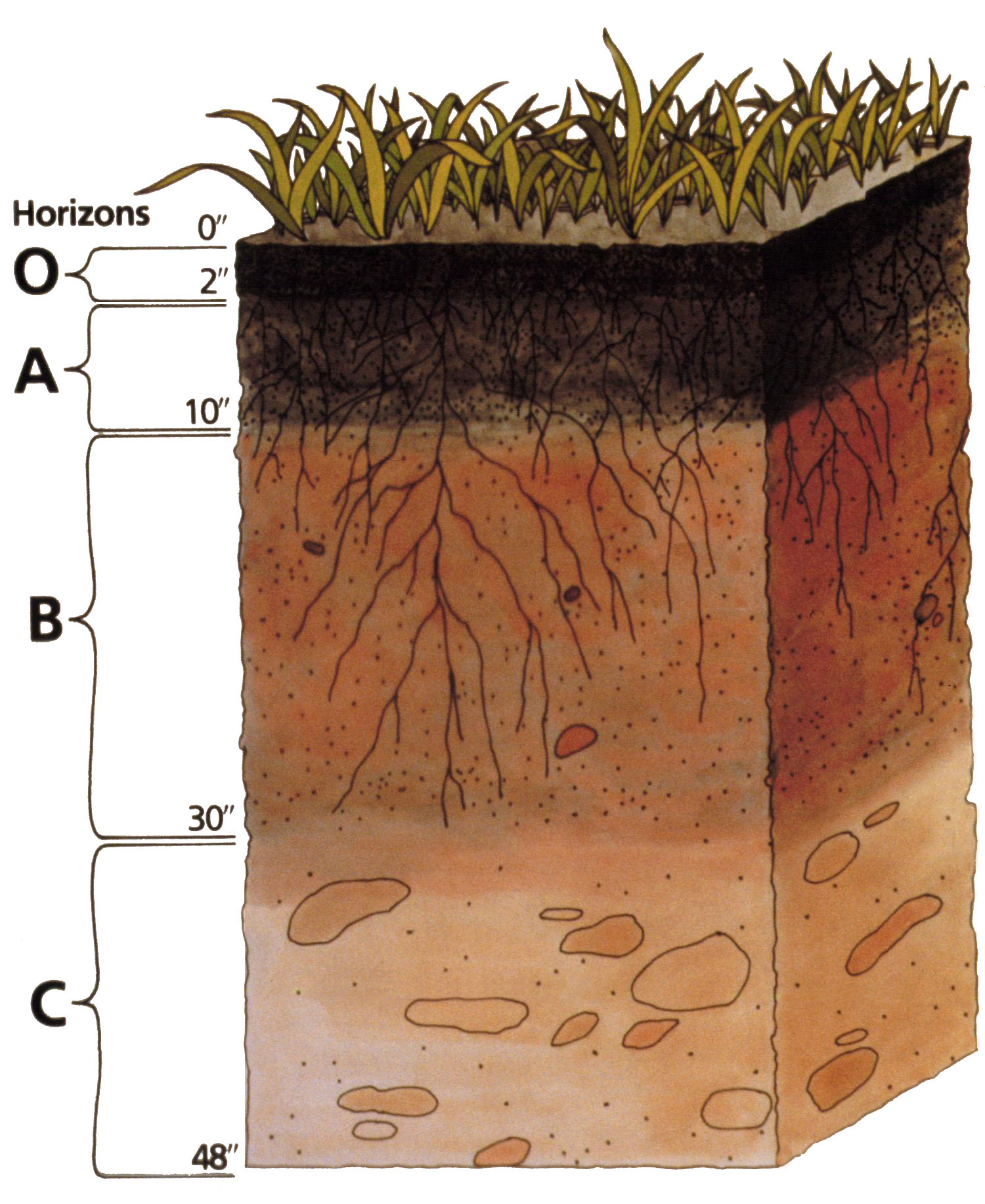
Profil glebowy

Na powierzchni ziemi występuje tzw. poziom organiczny (O) – buduje go cały czas uzupełniana warstwa materii organicznej; świeża lub częściowo rozłożona. Tuż pod nią znajduje się poziom próchniczy (A), w którym zachodzą procesy humifikacji. W tych warstwach występują korzystne stosunki wodne; kwitnie w nich zwykle bujnie życie mikro- i makroskopowe. Organizmy żywe w charakterystyczny sposób wpływają na strukturę regolitu (tzw. bioturbacja: zwierzęta ryjące (dżdżownice, krety) kopią jamki i tunele), korzenie roślin przenikają glebę aż do głębokości wielu metrów, zaś grzyby i bakterie pełnią wielką rolę w rozkładaniu tych składników glebowej materii organicznej, których nie dają rady przetrawić zwierzęta: a więc celulozy, chityny i in. Przypuszcza się, że bakterie zamieszkują regolit na całej jego głębokości.
Poniżej warstwy próchniczej leży wspomniany poziom wymywania: Przepływająca przezeń woda zabiera ze sobą żyzną frakcję ilastą oraz adsorbowane na nich związki organiczne i pierwiastki biogenne. Pozostają za to odporne na rozpuszczanie ziarna mineralne, zwłaszcza kwarc. Mówiąc wprost, jest to mało żyzna warstwa piaszczysta. To w tej strefie inicjowane są procesy krasowe, gdy skała bogata jest w wapienie. Akumulacja następuje poniżej, w poziomie wzbogacania (B); tam też występują wytrącenia żelaza czy manganu tworzące barwne smugi w profilu glebowym. Na tej głębokości zaczynają coraz częściej pojawiać się nie do końca zwietrzałe kawały skały macierzystej (ang. corestones) osiągające coraz większe rozmiary w miarę zbliżania się do frontu wietrzeniowego. W gleboznawstwie profil ten określa się jako poziom skały macierzystej (C), co jest mylące o tyle, że materiał skalny jest tu przeobrażony i nie jest skałą macierzystą w ścisłym sensie. Strefa akumulacji pokrywa się często ze zwierciadłem wód podziemnych: oscylacje między wysokim a niskim poziomem wód przyczyniają się do wytrącania się związków chemicznych właśnie pomiędzy tymi poziomami. Im głębiej, tym mniej ruchliwa jest woda; na pewnej głębokości ruchy poziome wody są już tak powolne, że wytwarza się stała równowaga chemiczna między wodą a skałą, a wietrzenie chemiczne zamiera.

### Rola geomorfologii i budowa pozioma regolitu
Intuicyjnie, regolit osiąga największą grubość tam, gdzie możliwa jest jego akumulacja, a więc w dolinach. Masy skalne podróżują zgodnie z prawem grawitacji w dół za sprawą powierzchniowych ruchów masowych – stąd stoki są zwykle pozbawione płaszcza skalnego, który został złożony u ich stóp.
Płaskie szczyty wzgórz, charakterystyczne dla klimatów gorących i suchych, są stabilne. Są typowo pokryte średniej grubości płaszczem minerałów rezydualnych, czyli tych, które nie zostały wymyte przez deszcz i ruchy wód podziemnych. Stoki są ośrodkiem ruchów masowych, tym bardziej intensywnych, im większy jest kąt nachylenia. Na najbardziej stromych stokach dominuje obrywanie sporych fragmentów skalnych, które gromadzą się u stóp góry w postaci stożków piargowych; w tym wypadku skała macierzysta jest cały czas odsłaniana i regolitu w praktyce brak. Mniej strome stoki powoli obsuwają się lub spełzają w dół. Ponieważ grubość pokrywy skalnej uzależniona jest od lokalnych proporcji między tempem wietrzenia a tempem erozji, możliwe jest wykształcenie się regolitu na stokach, o ile tempo wietrzenia jest odpowiednio duże. Najgrubsza pokrywa glebowa i regolitowa znajduje się zawsze tam, gdzie materiał skalny ulega depozycji, czyli w dolinach.
Te same prawidłowości zachodzą również w skali tektonicznej: górotwory charakteryzują się więc cienkim regolitem, który ulega stałemu przemieszczeniu w kierunku basenów kontynentalnych i oceanicznych. W regionach aktywnych tektonicznie (np. łańcuchach wulkanicznych) następuje odnowienie warstwy powierzchniowej, zaś w regionach tektonicznie „martwych” (np. na platformach kontynentalnych) regolit jest stary i może osiągać większą grubość.